# Des Lacs
Des Lacs è un centro abitato (city) degli Stati Uniti d'America, situato nella Contea di Ward, nello Stato del Dakota del Nord. Nel censimento del 2000 la popolazione era di 209 abitanti. La città è stata fondata nel 1888 ed il nome deriva dal nome francese del vicino corso d'acqua Riviere des Lacs, attualmente noto come Des Lacs River. Appartiene all'area micropolitana di Minot.

## Geografia fisica
Secondo i rilevamenti dell'United States Census Bureau, la località di Des Lacs si estende su una superficie di 1,50 km², dei quali 1,4 km² erano occupati da terre, mentre 0,1 km² da acque.

## Popolazione
Secondo il censimento del 2000, a Des Lacs vivevano 209 persone, ed erano presenti 63 gruppi familiari. La densità di popolazione era di 150 ab./km². Nel territorio comunale si trovavano 76 unità edificate. Per quanto riguarda la composizione etnica degli abitanti, il 99,04% era bianco, lo 0,48% era nativo e lo 0,48% apparteneva a due o più razze. La popolazione di ogni razza ispanica corrispondeva allo 0,96% degli abitanti.
Per quanto riguarda la suddivisione della popolazione in fasce d'età, il 27,3% era al di sotto dei 18, il 7,7% fra i 18 e i 24, il 30,6% fra i 25 e i 44, il 24,9% fra i 45 e i 64, mentre infine il 9,6% era al di sopra dei 65 anni di età. L'età media della popolazione era di 37 anni. Per ogni 100 donne residenti vivevano 109,0 maschi.